# سیارک ۳۳۱۵۸
سیارک ۳۳۱۵۸ (به انگلیسی: 33158 Rufus، نامگذاری:1998DU23) سی و سه هزار و صد و پنجاه و هشتمین سیارک کشف شده‌است که در ۲۶ فوریه ۱۹۹۸ کشف شد.